# 塔拉拉伊夫卡區
塔拉拉伊夫卡區（烏克蘭語：Талалаївський район）曾是烏克蘭的一個區，位於該國北部，由切爾尼戈夫州負責管轄，首府設於塔拉拉伊夫卡，面積633平方公里，2013年人口13,754，人口密度每平方公里21.73人。